# Ruinas de Santo Tomás (Úbeda)
Las ruinas de Santo Tomás se tratan de una antigua iglesia de Úbeda, en la collación del mismo nombre, y que era la segunda en importancia de la ciudad, tras la iglesia colegial de Santa María. Se trataba de un hermoso templo a las espaldas del Salvador, que se asomaba a la campiña sobre el saliente de La Loma. Tenía anexa un viejo beaterio y el Hospital de San Pedro y San Pablo.
Fue saqueada e incendiada durante la invasión francesa, y durante todo el siglo xix ya no dejó de deteriorarse. Aunque se conservaron bastantes restos hasta 1949, actualmente la principal estructura es un padrón circular, que se mantiene en pie a través del tiempo y que indica al curioso el emplazamiento de la antigua iglesia, que era espaciosa y tenía tres naves, y muchas capillas laterales ofrecidas por las familias más nobles del lugar.
Actualmente al lugar se le llama gradeta de Santo Tomás.